# Albert Chevallier Tayler
Albert Chevallier Tayler, né en 1862 à Leytonstone (Essex) et mort en 1925, est un artiste peintre britannique de style académique, spécialisé dans les portraits et les scènes de genre et qui participe à l'école de Newlyn. Il est membre de la Royal Academy.

## Œuvre
- Saint François d'Assise, 1898

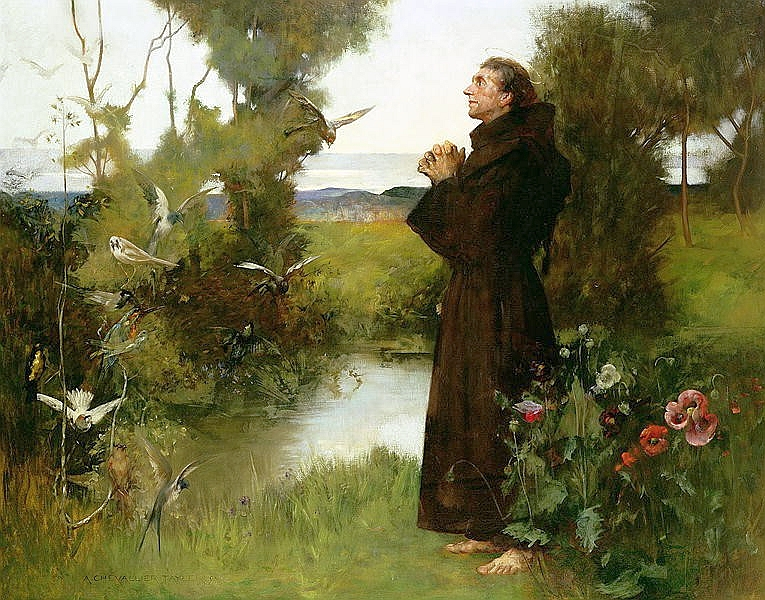
Saint François d'Assise, 1898

- Kent vs Lancashire at Canterbury, 1906, 41 × 81 cm, Lord's Cricket Ground